# Tim Mullen

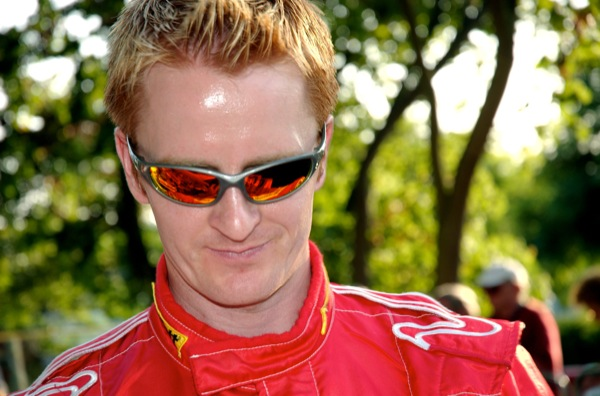
Tim Mullen 2006 in Le Mans

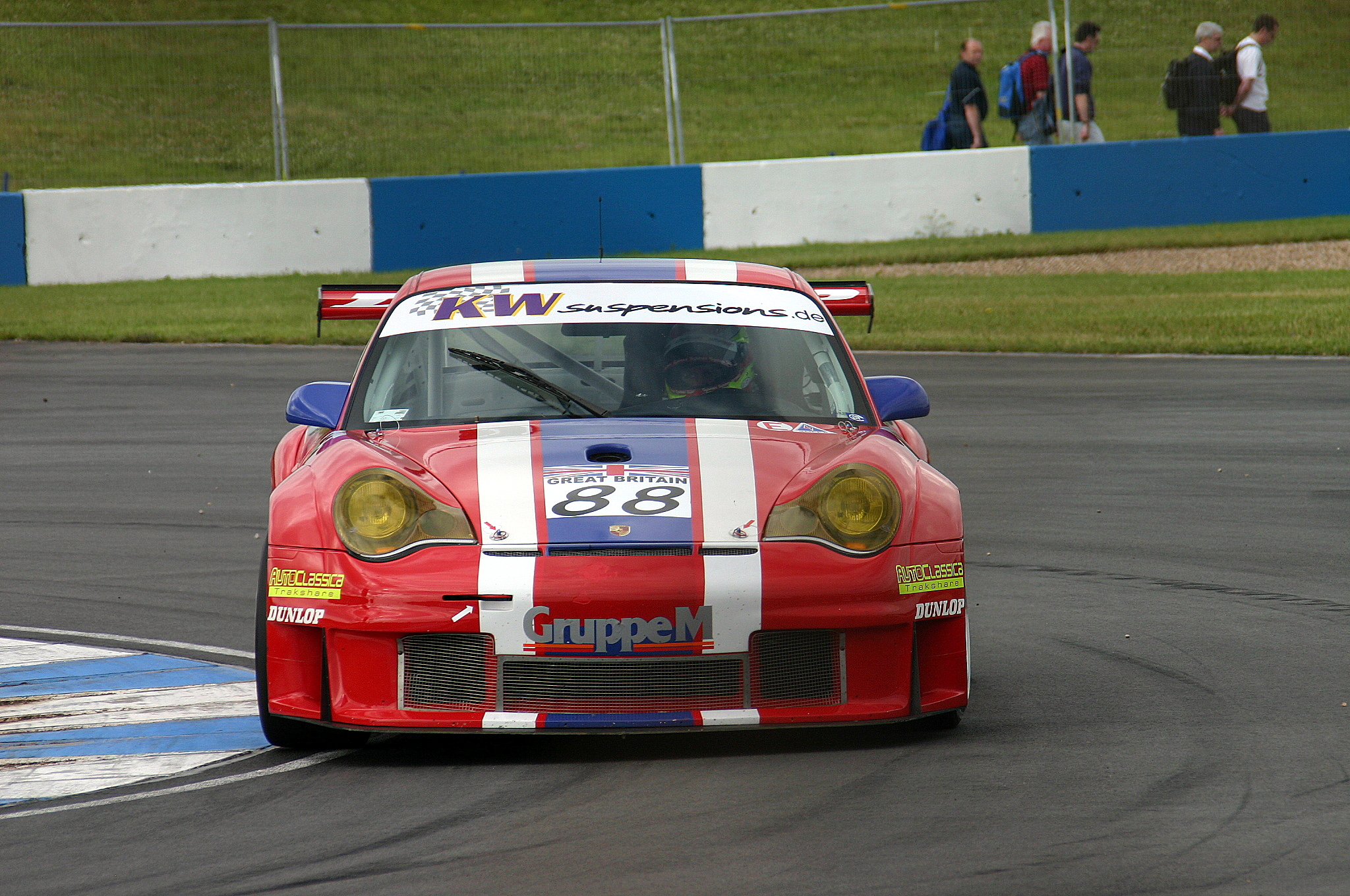
Der von Tim Mullen beim 500-km-Rennen von Donington gefahrene Porsche 996 GT3 RSR

Timothy Paul Cecil „Tim“ Mullen (* 28. März 1976 in Portadown) ist ein ehemaliger britischer Autorennfahrer.

## Karriere als Rennfahrer
Tim Mullen begann seine Karriere im britischen Monopostosport. Er war ein erfolgreicher Nachwuchsfahrer und gewann 1995 die britische und irische Formel-Ford-Meisterschaft. Es folgte der Gewinn der Formel-Vauxhall-Junior 1996. Nach Rennen in der Formel Renault und der Formel Palmer Audi wandte er sich 2000 dem GT- und Sportwagensport zu.
Bis zum Ende seiner Rennkarriere bestritt er 110 Rennen, von denen er neun gewinnen konnte. Sein erster Gesamtsieg gelang ihm beim 2-Stunden-Rennen von Donington 2006, einem Wertungslauf der Britischen GT-Meisterschaft. Teamkollege im Ferrari F430 war Chris Niarchos. Gemeinsam mit Niarchos gewann er Ende des Jahres die Gesamtwertung dieser Meisterschaft.
Tim Mullen fuhr in der FIA-GT-Meisterschaft, startete viermal beim 24-Stunden-Rennen von Le Mans und war in den 2010er-Jahren bei den Rennen der European Le Mans Series gemeldet. Seinen letzten Erfolg erzielte er 2012, als er die Gesamtwertung des 24-Stunden-Rennens von Barcelona gewann.
Sein Le-Mans-Debüt gab er 2005 als Partner von Phil Bennett und Ian Mitchell im von Kruse Motorsport gemeldeten Courage C65 und dem 24. Gesamtrang. Seine beste Platzierung hatte er mit dem 17. Rang ein Jahr später. Diesmal im Ferrari F430 GT. Die beiden Teilnahmen in den Folgejahren endeten nach Ausfällen vorzeitig. 

## Statistik

### Le-Mans-Ergebnisse
| Jahr | Team             | Fahrzeug         | Teamkollege     | Teamkollege    | Platzierung | Ausfallgrund     |
| ---- | ---------------- | ---------------- | --------------- | -------------- | ----------- | ---------------- |
| 2005 | Kruse Motorsport | Courage C65      | Phil Bennett    | Ian Mitchell   | Rang 24     |                  |
| 2006 | Scuderia Ecosse  | Ferrari F430 GT  | Andrew Kirkaldy | Chris Niarchos | Rang 17     |                  |
| 2007 | Scuderia Ecosse  | Ferrari F430 GT  | Andrew Kirkaldy | Chris Niarchos | Ausfall     | Kraftübertragung |
| 2008 | Virgo Motorsport | Ferrari F430 GTC | Rob Bell        | Tim Sugden     | Ausfall     | Motorschaden     |